# Vanessa Kwan
 (mars 2020).
Pour les articles homonymes, voir Kwan.
Vanessa Kwan est une artiste, écrivaine et conservatrice de Vancouver, en Colombie-Britannique, au Canada. 
Comme conservatrice, elle a travaillé à la Richmond Art Gallery, en Colombie-Britannique, à la grunt gallery, à Vancouver et à la Vancouver Art Gallery. Son rôle de conservatrice consiste généralement à produire des projets qui interagissent avec la communauté et qui sont spécifiques à un site donné, le plus souvent situé à l'extérieur de la galerie.  
Kwan est membre de Other Sights for Artist's Projects, un collectif d'art public de Vancouver.   
En 2010, elle reçoit une commande pour Vancouver Vancouver Vancouver, une œuvre d'art publique dans le cadre des Jeux olympiques d'hiver de 2010. 
En 2013, Kwan a créé une pièce interactive intitulée Everything Between Open and Closed, une œuvre temporairement installée à la bibliothèque publique Bob Prittie Burnaby où l'artiste a occupé un kiosque pendant deux semaines en créant des panneaux qui ont été affichés sur les murs du kiosque, comme moyen d'interagir avec l'espace communautaire.   